# Pensativa
Pensativa és una escultura de guix de Miquel Blay i Fàbrega, feta al 1900. Se sap que un exemplar en marbre d'aquesta figura es troba a la col·lecció del Museu de la Reial Acadèmia de Belles Arts de San Fernando de Madrid, i s'exposa al Salón de los Pasos Perdidos.

## Tema
Una noi amb els braços plegats i mirada perduda i pensativa. Segons una descripció de l'època: "es tracta d'una "Reveuse" que recolza la mà, com si les successives fantasies que passen pel seu enteniment, anessin afeixugant i fent més pesat el cervelll i donant-li un semblant melangiós i trist, d'una força suau que penentra fins, a poc a poc, tornar-se intensa". Se la coneix també amb es títols "Desencadant", "Sensitiva" i "Melancolia".

## Descripció
Mig cos de noia amb vestit de mànigues bufades i cabell ondulat fins al clatell. Té els braços mig plegats, en actitud pensaativa i la mà esquerra sota el mentó.

## Exposicions
L'exemplar de guix :
- Figurava a la Sala Blay del Museu Arqueològic d'Olot
- Va ser exposat al Cinquantenari de la mort de Miquel Blay i Fàbrega, Escola de les Belles Arts, Olot, 11 de juliol- 17 d'agost de 1986
- Escultura Catalana del segle xi, del Neoclassicisme al Realisme, Barcelona, Saló dels Cònsol, Llotja de Mar, 2-23 novembre de 1989.
- España fin de siglo, Madrid, Salas de exposiciones del Ministerio de Educación y Cultura, 1998, Barcelona, Centre Cultural Fundació la Caixa, maig-juliol 1998.

L'exemplar de marbre:
- Salon de la Societé des Artistes Français, Paris 1901 i 1902
- Sala Hermanos Amaré, Madrid juny 1903
- Exposición General de Bellas Artes e Indústrias Artísticas de Madrid, 1904
- V Exposición Internacional de Bellas Artes, Barcelona 1907
- Exposición Nacional de Bellas Artes, Madrid 1966